# Crater (film)
Crater è un film del 2023 diretto da Kyle Patrick Alvarez.

## Produzione
Il titolo era inserito nell'edizione 2015 della The Black List. I diritti erano stati acquisiti nel 2017 da Fox. Nel 2021 è stato annunciato il regista del film e la sua distribuzione su Disney+.

## Distribuzione
Distribuito su Disney+ a partire dal 12 maggio 2023, il film è stato rimosso dal catalogo a fine giugno.